# ミュンヘン国際博覧会
ミュンヘン国際博覧会（ミュンヘンこくさいはくらんかい, International Transport Exhibition, Expo 1965）は、1965年6月25日から10月3日まで西ドイツのミュンヘンで開催された国際博覧会（特別博）である。31ヶ国が参加し、会期中250万人が来場した。